# 何福
何 福（か ふく、生年不詳 - 永楽8年8月21日（1410年9月19日））は、明代の軍人。本貫は濠州鍾離県。

## 生涯
洪武初年、功を重ねて金吾後衛指揮同知となった。洪武14年（1381年）、傅友徳に従って雲南に遠征し、都督僉事に抜擢された。洪武21年（1388年）、藍玉に従って塞北に出征し、ブイル湖に達した。江陰侯呉高がモンゴルからの降伏者たちを率いて南征した。沅江にいたって、降伏者たちは反乱を起こし、思州から荊州・樊城に出て、渭水を通って、ゴビ砂漠に逃げ帰ろうと図った。洪武22年（1389年）1月、何福は都督の聶緯とともに追撃し、鄜州・延州にいたって、彼らを殲滅した。兵を転じて都勻の少数民族の乱を鎮圧し、その捕斬する者は万を数えた。
洪武24年（1391年）、何福は平羌将軍の号を受け、越州の少数民族の首長の阿資を撃破して降した。地を選んで柵を立て越州の衆を住まわせ、寧越堡を置いた。続いて九名・九姓の諸族を平定した。ほどなく都督の茅鼎と兵を合流させて、五開に向かおうとした。行かないうちに、畢節の諸族が再び叛いて、屯堡を略奪し、吏士を殺した。何福は畢節の諸衛の備えを厳しくするよう命じて、都督の陶文らを茅鼎に従わせ、畢節の少数民族の本拠を突かせ、離反した首長を捕らえて殺した。兵を分けて諸族を討捕し、堡や戍を建設し、そのまま五開に進んだ。兵力を増強して水西の奢香を討ちたいと請願したが、洪武帝に許可されなかった。洪武30年（1397年）3月、水西の少数民族の居宗必登らが反乱を起こすと、何福は顧成と合流してこれを討ち平げた。この年の冬、征虜左将軍の号を受け、西平侯沐春の副将として麓川の少数民族の首長の刀干孟を討った。洪武31年（1398年）、何福は都督の瞿能とともに高良公山を越え、南甸を突き、その首長の刀名孟を捕らえた。軍を返して景罕寨を攻撃したが、下せなかった。沐春が精鋭の軍でやってくると、敵は混乱し、刀干孟は恐れて降伏を願い出た。ときに沐春が死去したため、刀干孟は再び反乱に転じた。洪武帝が死去し、建文帝が即位すると、何福は征虜将軍の号を受けた。刀干孟を撃破して捕らえ、その衆7万を降した。兵を分進させて諸寨を下し、麓川の地を全て平定した。建文元年（1399年）、南京に凱旋し、功を論じられて都督同知に進んだ。徳州で練兵し、左都督に進んだ。建文4年（1402年）、盛庸や平安と軍を合流させて、燕王朱棣の軍を討ったが、淮北で戦って敗れ、逃げ帰った。
永楽帝（朱棣）が即位すると、何福は用兵を知る宿将として推薦されて、任用された。何福の外甥の娘の徐氏が趙王朱高燧の妃に立てられた。ほどなく何福は征虜将軍の号を受け、総兵官として寧夏に駐屯し、山西・陝西・河南の諸軍を統制した。何福は宣伝によって遠方から人を招き、塞外の諸部から降伏者が相次いだ。辺境が安定すると、駅や屯田や穀物の集積所を設置して、賞罰を定め、長期の経営を図った。何福を讒言する者がいたが、永楽帝は聞き入れず、勅を下して何福を褒め慰めた。
永楽5年（1407年）8月、何福は甘粛に移鎮した。何福の軍の統制は厳しく、部下の多くはこれを嫌っていた。永楽帝はたびたび使者を派遣して、小人に憎まれることのないよう戒めた。永楽6年（1408年）、何福は外国出身の将軍にモンゴルからの降伏者を率いさせたいと請願した。ほどなく布と馬を交易し、そこから選抜した良馬の一群を官給印を置いて独占し、馬を大規模に繁殖させるよう請願した。永昌苑での牧馬の放牧はここから始まった。
永楽7年（1409年）、北元のオルジェイ・テムルがアルクタイとともに明に侵入しようとしたが、オイラトに敗れて、ヘルレン川に敗走した。オルジェイ・テムルは諸部の敗残兵を糾合して、河西への進入をうかがった。永楽帝は何福に軍の備えを厳重にするよう命じた。モンゴルの王子・国公・司徒以下十数人が部下を率いてカラ・ホトに駐屯し、明朝への帰順を願い出た。何福がこのことを奏聞すると、永楽帝は右庶子の楊栄を派遣して、何福の事務を補佐させ、モンゴルの人々の降伏を受け入れた。何福は自らカラ・ホトに赴いて鎮撫し、その首長を南京に送った。永楽帝は何福の功を嘉して、楊栄に命じて軍中で何福を寧遠侯に封じさせた。
永楽8年（1410年）、永楽帝が北征すると、何福は召し出されて従軍した。遠征中にいくつかの命令違反があり、群臣にその罪を鳴らす者が出ると、何福はますます不愉快になり恨み言を漏らした。軍を返すと、都御史の陳瑛に弾劾された。8月乙卯、何福は自ら縊死し、その爵位は剥奪された。趙王妃もほどなく廃位された。